# Eduard de Belijder

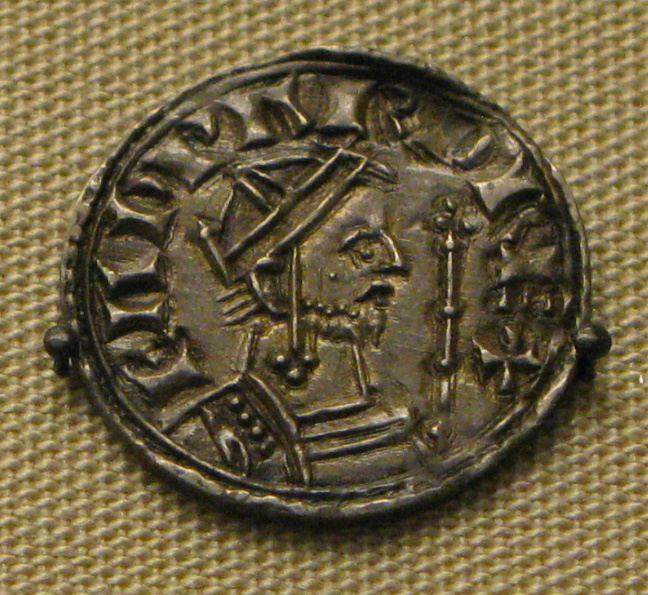
Zilveren munt van Edward de Belijder

Eduard de Belijder (Engels: Edward the Confessor) (Islip (Oxfordshire), ca. 1004 – Londen, 4 januari 1066) was de voorlaatste Angelsaksische koning van Engeland. Hij regeerde van 8 juni 1042 tot 4 januari 1066.

## Normandië
Eduard, een zoon van koning Ethelred II en Emma van Normandië, verbleef geruime tijd in ballingschap in Normandië en dat zou er toe leiden dat, na zijn kortstondige opvolger Harold II, Engeland voor lange tijd door Normandische vorsten geregeerd zou worden.
Toen zijn vader Ethelred II in 1013 de wijk moest nemen voor de Denen, bracht zijn moeder de koninklijke familie naar Normandië, aangezien zij de zuster van hertog Richard II van Normandië was. Na de dood van haar echtgenoot trouwde zij echter met de Deense koning Knoet, die nu ook koning van Engeland werd.
In de kwarteeuw dat Eduard in Normandië verbleef, legde hij er vele contacten. Hij trachtte in 1036 tevergeefs op de Engelse troon te komen. Hij verloor daarbij zijn broer Alfred en moest opnieuw naar Normandië vluchten. In 1041 werd hij uitgenodigd om mede-regent te worden samen met Hardeknoet, zijn halfbroer. Op 8 juni 1042 volgde hij zijn kinderloze halfbroer op en zo kwam de troon weer in Angelsaksische handen. Eduard werd 3 april 1043 gekroond in de kathedraal van Winchester.

## Wessex
Op 23 januari 1045 trouwde hij met Edith van Wessex. Volgens de legende zou hij zich om religieuze redenen van seksueel contact hebben onthouden, maar moderne historici nemen dat gegeven niet meer serieus.
Zowel de Saksische als de Deense edelen aan zijn hof waren niet erg te spreken over de Normandische vrienden die hij naar Engeland haalde. Er ontstond wrevel die vooral door zijn schoonvader, graaf Godwin van Wessex, onder woorden gebracht werd. Godwin werd in 1051 zelfs verbannen, maar keerde een jaar later gewapenderhand terug om zijn titel terug te eisen. Godwin stierf in 1053 en werd begraven in Westminster Abbey, maar zijn zoon Harold wist nog meer land en macht te vergaren en bij de dood van de kinderloze Eduard in januari 1066 eiste hij de troon op. Hij verklaarde dat Eduard hem dat op zijn sterfbed beloofd had. Hertog Willem van Normandië beweerde echter dat hem ook de kroon beloofd was en viel in het najaar met 7000 man Engeland binnen om Harold van de troon te stoten. Harold werd overwonnen en sneuvelde in de Slag bij Hastings.

## Belang
Eduard was de laatste koning uit het Huis Wessex. Door zijn kinderloosheid kreeg het Normandische huis in de persoon van Willem de Veroveraar zijn kans.
Onder de regering van Eduard de Belijder werd een koninklijk paleis gebouwd in wat nu Westminster is; ook liet hij Westminster Abbey bouwen. De dertiende-eeuwse koning Hendrik III zag Eduard, de heilige koning, als zijn persoonlijke voorbeeld. Hij liet Westminster Abbey afbreken en opnieuw verrijzen in grootse gotische stijl. In 1269 werden in een plechtige ceremonie de relieken van Eduard naar de nieuwe kerk overgebracht. Zijn kroonjuwelen bleven er bewaard tot Oliver Cromwell deze in 1649 liet vernietigen.

## Heilig
Onder koning Hendrik II werd actie ondernomen om Eduard heilig te laten verklaren. Dat gebeurde door paus Alexander III in 1161. Hij wordt beschouwd als patroonheilige van koningen, moeilijke huwelijken en gescheiden echtgenoten. Tot 1348 was hij patroonheilige van Engeland; daarna viel Sint Joris die eer te beurt. Wel is Eduard nog de heilige van de Koninklijke Familie. Zijn naamdag wordt op 5 januari en 13 oktober (overbrenging relieken naar Westminster Abbey: 1163) gevierd.

## Voorouders
| Voorouders van Eduard de Belijder | Voorouders van Eduard de Belijder                      | Voorouders van Eduard de Belijder                      | Voorouders van Eduard de Belijder                      | Voorouders van Eduard de Belijder                      | Voorouders van Eduard de Belijder                                    | Voorouders van Eduard de Belijder                                    | Voorouders van Eduard de Belijder                                    | Voorouders van Eduard de Belijder                                    |
| --------------------------------- | ------------------------------------------------------ | ------------------------------------------------------ | ------------------------------------------------------ | ------------------------------------------------------ | -------------------------------------------------------------------- | -------------------------------------------------------------------- | -------------------------------------------------------------------- | -------------------------------------------------------------------- |
| Overgrootouders                   | Edmund I van Engeland (922-946) ∞ Elgiva (–944)        | Edmund I van Engeland (922-946) ∞ Elgiva (–944)        | Ordgar (910-971) ∞ ? (–)                               | Ordgar (910-971) ∞ ? (–)                               | Willem I van Normandië (907-942) ∞ Sprota (–)                        | Willem I van Normandië (907-942) ∞ Sprota (–)                        | ? (-) ∞ ? (–)                                                        | ? (-) ∞ ? (–)                                                        |
| Grootouders                       | Edgar van Engeland (942–975) ∞ 1000 Ælfthryth (-)      | Edgar van Engeland (942–975) ∞ 1000 Ælfthryth (-)      | Edgar van Engeland (942–975) ∞ 1000 Ælfthryth (-)      | Edgar van Engeland (942–975) ∞ 1000 Ælfthryth (-)      | Richard I van Normandië (933-969) ∞ Gunnora van Normandië (950–1031) | Richard I van Normandië (933-969) ∞ Gunnora van Normandië (950–1031) | Richard I van Normandië (933-969) ∞ Gunnora van Normandië (950–1031) | Richard I van Normandië (933-969) ∞ Gunnora van Normandië (950–1031) |
| Ouders                            | Ethelred II (968-1016) ∞ Emma van Normandië (985-1052) | Ethelred II (968-1016) ∞ Emma van Normandië (985-1052) | Ethelred II (968-1016) ∞ Emma van Normandië (985-1052) | Ethelred II (968-1016) ∞ Emma van Normandië (985-1052) | Ethelred II (968-1016) ∞ Emma van Normandië (985-1052)               | Ethelred II (968-1016) ∞ Emma van Normandië (985-1052)               | Ethelred II (968-1016) ∞ Emma van Normandië (985-1052)               | Ethelred II (968-1016) ∞ Emma van Normandië (985-1052)               |
| Eduard de Belijder (1004-1066)    |                                                        |                                                        |                                                        |                                                        |                                                                      |                                                                      |                                                                      |                                                                      |